# Альварес, Маркос
Маркос Альварес (нем. и исп. Marcos Álvarez; 30 сентября 1991, Гельнхаузен, Германия) — немецкий футболист, нападающий клуба «Меппен».

## Биография

### Происхождение
Родился в 1991 году в немецком городе Гельнхаузен. Со стороны отца имеет испанские корни, со стороны матери — немецкие и итальянские. Его отец Хулио Альварес (р. 1959) также был футболистом, а ныне футбольный тренер. Выступал за немецкий клуб «Франкфурт». Также футболистом был дядя игрока — Антонио Альварес (р. 1955).

### Клубная карьера
Занимался футболом с 1995 года. На детском и юношеском уровнях выступал за команды «Нойберг», «Ханау 1860», «Киккерс» (Оффенбах). С 2007 года был игроком франкфуртского «Айнтрахта». Дебютировал во взрослом футболе в 2008 году в составе фарм-клуба «Айнтрахт II», выступающего в Регионаллиге. Выступал за «Айнтрахт II» в течение двух с половиной сезонов, причём в последнем сезоне 2010/11 забил 10 голов в 12 матчах. Единственный матч за основной состав «Айнтрахта» сыграл 30 января 2010 года, выйдя на замену на 87-й минуте в матче 20-го тура немецкой Бундеслиги против клуба «Кёльн». По ходу сезона 2010/11 Альварес перешёл в фарм-клуб мюнхенской «Баварии» — «Бавария II», в составе которой провёл 11 матчей в Третьей Бундеслиге, но спустя полгода вернулся в «Айнтрахт». В сезоне 2011/12 выступал исключительно за «Айнтрахт II» в Регионаллиге и почти не привлекался к матчам основной команды.
Летом 2012 года подписал контракт с клубом Третьей Бундеслиги «Штутгартер Кикерс», за который выступал на протяжении двух сезонов и сыграл 32 матча, в которых забил 4 гола. В 2014 году перешёл в другой клуб лиги «Оснабрюк», где также провёл два сезона. Летом 2016 года игрок покинул «Оснабрюк» и полгода провёл в статусе свободного агента. Зимой 2017 года он подписал контракт с клубом из Второй Бундеслиги «Динамо» (Дрезден), но сыграл за команду только 5 матчей, а уже летом 2017 года Альварес вернулся в «Оснабрюк». В сезоне 2018/19 стал победителем третьей лиги и вместе с командой перешёл во Вторую Бундеслигу.

### Карьера в сборной
В начале карьеры Альварес был игроком юношеских сборных Германии, но участвовал исключительно в товарищеских матчах.

## Достижения
«Оснабрюк»
- Победитель Третьей Бундеслиги: 2018/19
- Обладатель Кубка Нижней Саксонии: 2014/15